# Герб Саратського району
Герб Саратського району — офіційний символ Саратського району, затверджений 26 лютого 2010 р. рішенням сесії районної ради.

## Опис
На лазуровому полі летить срібний голуб. У верхньому правому куті золотий уширений козацький хрест, у нижньому лівому куті золотий колодязний журавель. Під щитом — срібний рушник із лазуровим написом «Саратський район». Щит обрамлений вінком із золотих кукурудзяних качанів, колосків і виноградних грон з листям, обвитим лазуровою стрічкою.